# Hiliametaniha
Hiliametaniha is een bestuurslaag in het regentschap Nias Selatan van de provincie Noord-Sumatra, Indonesië. Hiliametaniha telt 954 inwoners (volkstelling 2010).